# Garrison (Montana)
Garrison és una concentració de població designada pel cens dels Estats Units a l'estat de Montana. Segons el cens del 2000 tenia 112 habitants.

## Demografia
Segons el cens del 2000, Garrison tenia 112 habitants, 50 habitatges, i 34 famílies. La densitat de població era de 4,5 habitants per km².
Dels 50 habitatges en un 22% hi vivien nens de menys de 18 anys, en un 52% hi vivien parelles casades, en un 8% dones solteres, i en un 32% no eren unitats familiars. En el 24% dels habitatges hi vivien persones soles el 10% de les quals corresponia a persones de 65 anys o més que vivien soles. El nombre mitjà de persones vivint en cada habitatge era de 2,24 i el nombre mitjà de persones que vivien en cada família era de 2,62.
Per edats la població es repartia de la següent manera: un 20,5% tenia menys de 18 anys, un 4,5% entre 18 i 24, un 23,2% entre 25 i 44, un 31,3% de 45 a 60 i un 20,5% 65 anys o més.
L'edat mediana era de 46 anys. Per cada 100 dones de 18 o més anys hi havia 117,1 homes.
La renda mediana per habitatge era de 33.250 $ i la renda mediana per família de 32.656 $. Els homes tenien una renda mediana de 16.250 $ mentre que les dones 28.250 $. La renda per capita de la població era de 12.678 $. Aproximadament el 35,5% de les famílies i el 36,4% de la població estaven per davall del llindar de pobresa.

## Poblacions més properes
El següent diagrama mostra les poblacions més properes.